# Vaalu
Vaalu (dawn. niem. Wahlenhof) –– wieś w Estonii, w prowincji Valga, w gminie Otepää. W 2025 roku miała 32 mieszkańców.